# Echinocereus ledingii
Echinocereus ledingii är en kaktusväxtart som beskrevs av Robert Hibbs Peebles. Echinocereus ledingii ingår i släktet Echinocereus och familjen kaktusväxter. Inga underarter finns listade i Catalogue of Life.

## Bildgalleri

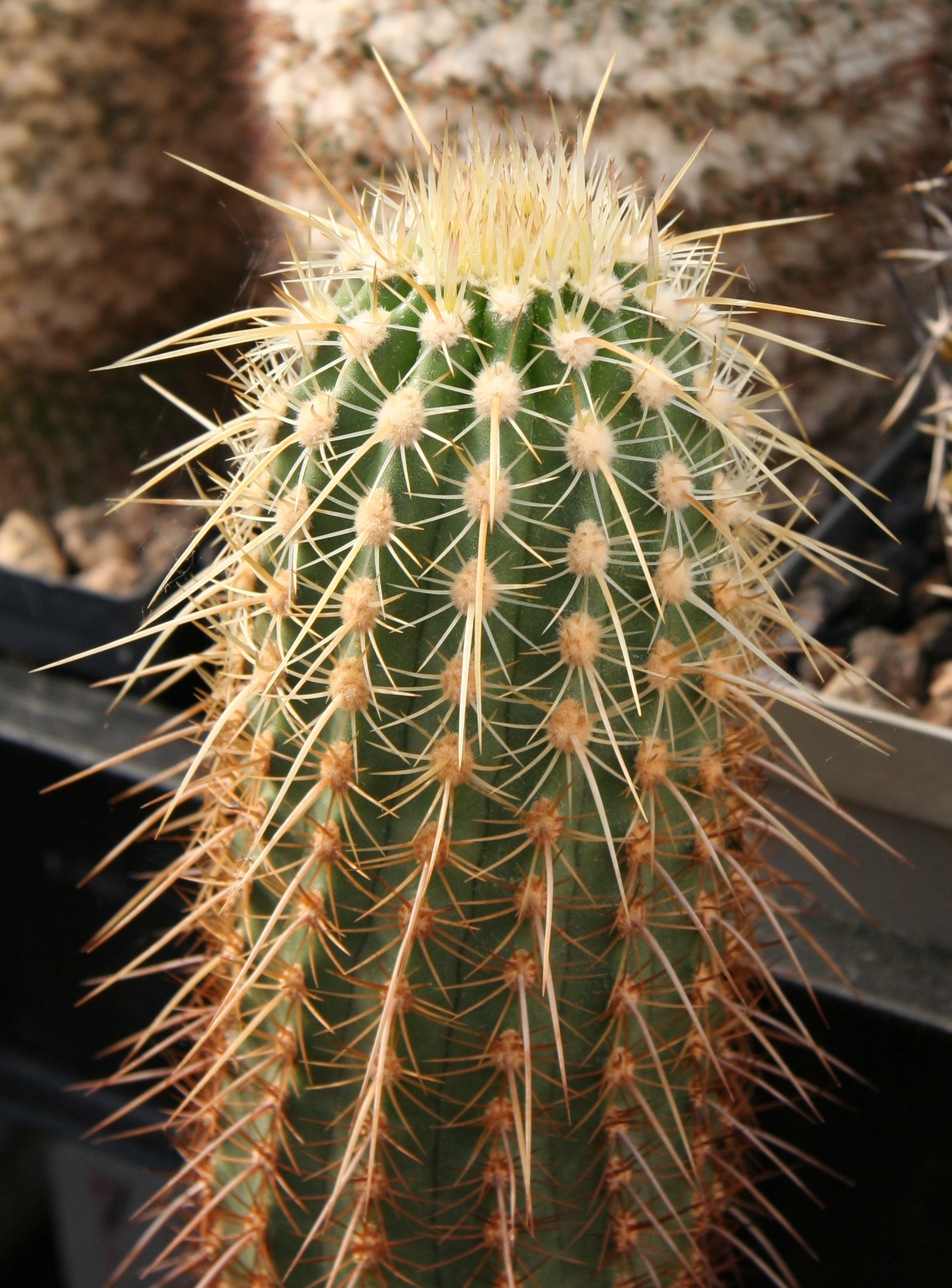